# Centrorhynchus elongatus
Centrorhynchus elongatus är en hakmaskart som beskrevs av Yamaguti 1935. Centrorhynchus elongatus ingår i släktet Centrorhynchus och familjen Centrorhynchidae. Inga underarter finns listade i Catalogue of Life.